# Rafael Expósito
Rafael Expósito Jiménez (Píñar, Granada, 1896 - 12 de enero de 1940) fue un agricultor, pocero y político español, alcalde de Píñar, siendo fusilado al finalizar la guerra civil española por la dictadura franquista.

## Biografía
Casado y con nueve hijos, vivía en la zona del caserío de El Ventorrillo, donde trabajaba buscando agua y haciendo pozos. Fue alcalde de Píñar durante la Segunda República. En su haber como primera autoridad local se encuentra el haber urbanizado la plaza central de la localidad, haber realizado la vía que une la misma con la estación de ferrocarril, las obras de abastecimiento de agua potable y la mejora de los puentes sobre el río Píñar. Durante la guerra dio cobijo y escondió en cuevas de la zona a conocidos miembros de la derecha política para evitar cualquier acción de represalia contra ellos. Al finalizar el conflicto, y por recomendación de una de las personas que había escondido que le señaló que nada había de temer, fue a entregarse a las autoridades franquistas a Granada. Juzgado en juicio sumarísimo en agosto de 1939, fue condenado a muerte y fusilado el 12 de enero de 1940, probablemente en las tapias del cementerio de Granada. No se conoce dónde fueron enterrados sus restos.